# Richard Wohlhuter
Richard Wohlhuter (Geneva (Illinois), Estados Unidos, 23 de diciembre de 1948) es un atleta estadounidense retirado, especializado en la prueba de 800 m en la que llegó a ser medallista de bronce olímpico en 1976.

## Carrera deportiva
En los JJ. OO. de Montreal 1976 ganó la medalla de bronce en los 800 metros, corriéndolos en un tiempo de 1:44.12 segundos, llegando a meta tras el cubano Alberto Juantorena que con 1:43.50 segundos batió el récord del mundo, y el belga Ivo van Damme.